# Sharron Davies
Sharron Davies (n. 1 noiembrie 1962, Plymouth, Anglia, Regatul Unit) este o înotătoare britanică, medaliată olimpică. A participat la 3 ediții ale Jocurilor Olimpice (1976, 1980, 1992) în care a câștigat două medalii de argint.